# جیمی دیکینسون
جیمی دیکینسون (به انگلیسی: Jimmy Dickinson) زادهٔ ۲۴ آوریل ۱۹۲۵ بازیکن فوتبال اهل انگلستان بود که سابقهٔ بازی در تیم ملی فوتبال انگلستان را در کارنامهٔ خود دارد. وی در تاریخ ۱۸ مه ۱۹۴۹ نخستین بازی ملی خود را در مقابل تیم ملی فوتبال نروژ انجام داد و با حضور در ۴۸ بازی ملی، در تاریخ ۵ دسامبر ۱۹۵۶ واپسین بازی ملی‌اش را در برابر تیم ملی فوتبال دانمارک برگزار کرد.